# 奥井成一
奥井 成一（おくい しげかず、1925年1月27日 - 2008年9月11日）は、日本のプロ野球選手（内野手）。

## 来歴・人物
大阪府大阪市出身。
旧制大阪府立生野中学校卒業後、故郷の岡山で家業の鉄工所を継ぎながら、実業団野球チーム「オール玉野」で遊撃手をしていたところ、プロのスカウトの目にとまり、1948年、大阪タイガース（1961年より、阪神タイガース）に入団。背番号24をつけ、主に二塁手として34試合に出場。打率2割8分6厘という成績を残したが、けがのため1年プレーしただけで引退した。
翌1949年からフロント入りし、マネージャーを務めた後、球団の業務部長、管理部長、資料部長など要職を歴任。
1991年にタイガースを定年退職した後は、ベースボール・マガジン社の顧問を務めていた。
タイガースの「生き字引」と呼ばれるほどの博識家で、選手や担当記者にも慕われた。またタイガース退団後、草創期からの功労者松木謙治郎が著した「大阪タイガース球団史」（1985年、恒文社発行。ISBN 4-770-40634-7 ）の加筆も担当し、1992年に『大阪タイガース球団史 1992年度版』ISBN 4-583-03029-0 としてベースボール・マガジン社から発行された。
2008年9月11日、肺癌のため死去。83歳没 。

## 詳細情報

### 年度別打撃成績
| 年 度     | 球 団     | 試 合 | 打 席 | 打 数 | 得 点 | 安 打 | 二 塁 打 | 三 塁 打 | 本 塁 打 | 塁 打 | 打 点 | 盗 塁 | 盗 塁 死 | 犠 打 | 犠 飛 | 四 球 | 敬 遠 | 死 球 | 三 振 | 併 殺 打 | 打 率 | 出 塁 率 | 長 打 率 | O P S |
| --------- | --------- | ----- | ----- | ----- | ----- | ----- | -------- | -------- | -------- | ----- | ----- | ----- | -------- | ----- | ----- | ----- | ----- | ----- | ----- | -------- | ----- | -------- | -------- | ----- |
| 1948      | 大阪      | 34    | 44    | 42    | 6     | 12    | 1        | 0        | 0        | 13    | 3     | 0     | 1        | 0     | --    | 2     | --    | 0     | 2     | --       | .286  | .318     | .310     | .628  |
| 通算：1年 | 通算：1年 | 34    | 44    | 42    | 6     | 12    | 1        | 0        | 0        | 13    | 3     | 0     | 1        | 0     | --    | 2     | --    | 0     | 2     | --       | .286  | .318     | .310     | .628  |

### 記録
- 初出場・初打席：1948年4月10日、対南海ホークス2回戦（阪神甲子園球場）、9回裏に東野真弓の代打で出場、別所昭の前に凡退
- 初安打：1948年4月24日、対金星スターズ3回戦（後楽園球場）、林直明から
- 初先発出場：1948年5月20日、対急映フライヤーズ2回戦（阪急西宮球場）、8番・三塁で先発出場

### 背番号
- 24（1948年）